# Halkın Sesi Partisi
Die Halkın Sesi Partisi (HAS, deutsch Partei der Volksstimme) war eine in den Jahren 2010 bis 2012 bestehende religiös-konservative politische Partei in der Türkei. Die ideologische Ausrichtung der Partei war unbekannt und wurde in vielen Quellen nicht angedeutet oder angezeigt. Ursache war wahrscheinlich, dass die Partei nicht homogen genug war, um eine feststehende Position zu vertreten.
Bereits im September 2012 löste sich die Partei auf, die Mitglieder traten mit dem Parteivorsitzenden Numan Kurtulmuş der regierenden Partei für Gerechtigkeit und Aufschwung (AKP) bei.

## Geschichte
Die Partei wurde am 1. November 2010 in Ankara auf Initiative des ehemaligen Vorsitzenden der islamistischen Saadet Partisi, Numan Kurtulmuş, von 235 Mitgliedern gegründet. 89 Prozent der Mitglieder hatten einen Universitätsabschluss, darunter 23 Professoren, 29 Anwälte, 26 Ingenieure, 21 Akademiker, 17 Pädagogen, 12 Manager und 10 sogenannte „Doktoren“.
Am 28. November 2010, genau 28 Tage nach der Parteigründung, gab es den ersten großen Parteitag in der Atatürk-Sporthalle in Ankara. 12.000 Personen aus dem In- und Ausland waren auf dem Parteitag dabei. Darunter waren der stellvertretende AKP-Vorsitzende Abdullah Aksu, der Vorsitzende der Pakistanisch-islamischen Partei Mohammed Ibrahim, Irans Botschafter in Ankara Nebil Maruf, Georgiens Botschafter in Ankara Tariel Cebamiti und viele weitere.